# Kalevi Oikarainen
Kalevi Oikarainen (Kuusamo, 27 aprile 1936 – Kuusamo, 14 agosto 2020) è stato un fondista finlandese.

## Palmarès

### Olimpiadi invernali
- Bronzo a Grenoble 1968 nella staffetta 4x10 km.

### Mondiali
- Oro a Vysoké Tatry 1970 nei 50 km.
- Argento a Oslo 1966 nella staffetta 4x10 km.